# François Fayt

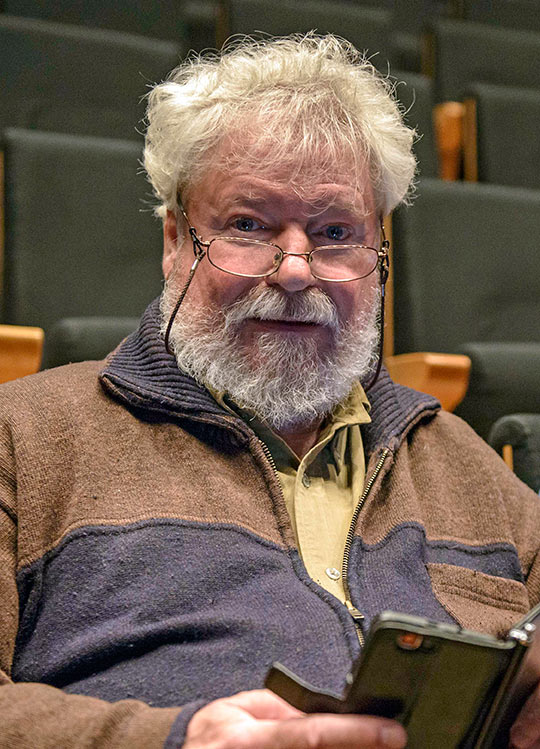
François Fayt im Theater Erfurt zu einer Probe der Uraufführung von Das schwarze Blut

François Fayt (* 18. Februar 1946 in Argences, Département Calvados) ist ein französischer Komponist.

## Biografie
François Fayt studierte Musik am Konservatorium in Versailles und später an der École normale de musique de Paris. Er besuchte Kurse bei Marcel Ciampi und Aldo Ciccolini. Er studierte Komposition bei Eugene Kurtz an den Universitäten von Michigan und New York.
1984 erlaubte ihm die Begegnung mit dem Direktor des Théâtre national de Marseille La Criée, Marcel Maréchal, Schauspielmusiken zu schreiben, besonders für das Théâtre du Rond-Point des Champs-Élysées in Paris, sowie eine Oper, L’Arbre de mai, uraufgeführt 1993 in einer Inszenierung von Pierre Constant mit Bühnenbildern von Roberto Platé und unter der musikalischen Leitung von Frédéric Chaslin. Parallel dazu komponierte er symphonische Musik, Vokalmusik und Kammermusik. Sein Ellison’s Quatuor wurde 2004 beim Festival L’Été musical d’Horrues (Belgien) durch das Brüsseler Streichquartett uraufgeführt.
Jean-Marc Luisada und das Australian String Quartett beauftragten ihn mit der Komposition eines Klavierquintetts für die Millenniumsfeiern 2000 in Sydney. Svetlin Roussev, Solist des Orchestre philharmonique de Radio France, Jean-Marie Luisada bestellten eine Komposition für Violine und Klavier, Épilogue.
Auf dem Gebiet der Sakralmusik komponierte Fayt ein Requiem, ein Johannesevangelium (2007), sowie ein Stabat mater, das 2009 beim Festival von Saint-Riquier unter der Leitung von Jean-Paul Penin uraufgeführt wurde.

## Werke (Auswahl)

### Opern
- L’Arbre de mai (1993)
- Le sang noir (deutscher Titel: Das schwarze Blut) nach dem gleichnamigen Roman von Louis Guilloux (Uraufführung 2014 am Theater Erfurt)

### Kirchenmusik
- Requiem
- Johannesevangelium (2007)
- Stabat mater (2009)

### Kammermusik
- Klavierquintett (1999)
- Ellison’s Quatuor (2004)
- Epilogue, Sonate für Violine und Klavier (2004)

### Klaviermusik
- Sonate Ostinato  (1981)
- Journal symphonique (1991)

### Lieder
- L’Heure grise, vier Lieder für Bariton und Klavier auf Gedichte von Michel Laré, Jean-Pierre Quinsac und Robert Desnos (1994)